# NGC 94
NGC 94 este o galaxie lenticulară din constelația Andromeda. A fost descoperită în 14.11.1884 de către astronomul francez Guillaume Bigourdan.

## Legături externe
- NGC 94 pe spider.seds.org